# ノースポイントの戦い
ノースポイントの戦い（ノースポイントのたたかい、英: Battle of North Point）とは、米英戦争の終盤1814年9月12日に、ジョン・ストリッカー将軍の指揮するアメリカ合衆国メリーランド州民兵隊と、ロバート・ロス少将が指揮するイギリス軍の間に行われた戦闘である。戦術的には英国軍の勝利とされるが、結果として英国軍の侵攻を遅らせたことでボルティモア防衛のための貴重な時間を稼いだ。この戦闘は、アメリカ軍の戦略的勝利といわれるボルティモアの戦いにおける一連の戦闘のひとつに数えられる。

## 背景

### イギリス軍の動き
ロバート・ロス少将の率いる陸軍の精鋭1個旅団と補強のための海兵隊1個大隊は1814年の早い時期にはチェサピーク湾に到着していた。同年8月24日のブラーデンスバーグの戦いでは、慌てて招集されたメリーランド州およびコロンビア特別区の民兵隊を破り、首都ワシントンを焼き討ちした。アメリカ合衆国政府を麻痺させたと判断し、パタクセント川河口で待機していたイギリス海軍の艦船に戻り、より戦略的に重要である港湾都市ボルチモアに向かって北上した。
陸軍3,700名と海兵隊1,000名からなるロスの軍隊は、9月12日朝にポタプスコ川とバック川の間にある半島の先端、ノースポイントに上陸し、ボルチモア市に向かって行軍を始めた。

### アメリカ軍の防御

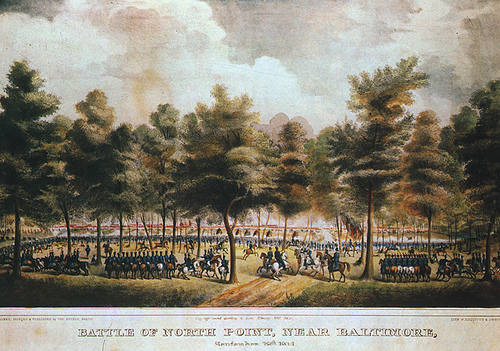
ノースポイントの戦い、民兵でアマチュア画家のトマス・ラックルの絵を石版画化したもの、ラックルはノースポイントの戦いでメリーランド州民兵隊の1つ、ワシントンブルーズに従軍した

メリーランド州民兵隊のサミュエル・スミス少将はイギリス軍の動きを予測し、ジョン・ストリッカー准将の部隊をそれに対抗するために派遣した。ストリッカーの部隊はメリーランド州民兵隊の5個連隊、同じくメリーランド州の小さな民兵騎兵連隊、志願ライフル銃3個中隊による1個大隊、4ポンド野砲6門の大隊で構成された。ストリッカーはその旅団をボルチモアの郊外にあるハンステッドヒルとノースポイントの中間に配置した。そこには土盛り工作と砲台があった。そこでは潮汐のあるクリーク数本が半島を狭めてわずか1マイル (1.6 km) の幅にしており、イギリス軍がアメリカ軍主力の防衛陣地に到着する前に対抗できる理想的な場所と考えられた。
ストリッカーは自分の作戦本部からちょうど3マイル (5 km) 離れた農園で、イギリス軍が宿営しているという情報を得た。部隊をベア・クリークとブレッド・アンド・チーズ・クリークの間に配置した。そこは近くの森によって遮蔽され、主要道路の近くには長い木製のフェンスがあった。ストリッカーは防衛線の全面にメリーランド第5連隊と同第27連隊および6門の大砲を配置した。第51および第39連隊が支援部隊であり、さらに第6連隊を予備隊にした。部隊同士が互いに支援しあえるように配置し、イギリス軍からの側面攻撃には多くの湿地と2つの水流で止められるようになっており、それら全てでブラデンスバーグの戦いのような惨劇を避けられるものと考えられた。
ライフル銃隊は当初、イギリス軍の前進を遅らせるために、ストリッカーの本隊陣地の前数マイルに陣取っていた。しかし、その指揮官であるウィリアム・ダイアー大尉は、イギリス軍が自隊の背後にあるバック川から上陸し、退却路を塞ぐ恐れがあるという噂を耳にして、急遽後退した。ストリッカーはダイアーの部隊を右翼に配置した。

## 戦闘

### 小競り合いの始まり
9月12日正午頃ストリッカーは、イギリス軍が食事を摂るために進軍を停止し、ロスの部隊に付けられた水兵が近くの農場を略奪したという話を聞いた。夜にイギリス軍が攻撃してくる可能性を待つよりも、戦いを起こした方が良いと考えた。午後1時、リチャード・ヒース少佐に250名の兵士と大砲1門を付けて派遣し、ストリッカーの本体にイギリス軍を惹きつけようとした。
ヒースは道路を進み、間もなくイギリス軍前哨隊と交戦を始めた。ロスが戦いのことを聞いたとき、すぐにその食事を止めて現場に急行した。イギリス軍は隠れているアメリカ軍のライフル銃狙撃兵を追い払おうとした。海軍中将ジョージ・コックバーン（イギリス海軍アメリカ戦隊の副司令官、ロスと行動を共にすることが多かった）は、支援なくして前進することには慎重であり、ロスは自分が動いて本隊を連れてくることに合意した。しかし、ロスはアメリカの1人あるいは複数の狙撃兵に胸を射抜かれた。ロスは指揮権をアーサー・ブルック大佐に移譲し、それから間もなく死んだ。

### 主戦闘
ブルックはイギリス兵を再編成し、午後3時にはアメリカ軍陣地に対する攻撃の準備ができた。持ってきた3門の大砲を使い、第4歩兵連隊がアメリカ軍の側面に回り込むのを援護し、その間に2個連隊と海軍旅団でアメリカ軍陣地中央を襲うこととした。しかしアメリカ軍のライフル銃隊がイギリス軍の攻撃に集中して対抗し、大砲には壊した鍵、釘、馬蹄の切れ端を詰めて発砲し、前進してくるイギリス軍に金属片をばら撒くことになったので、中央を攻めたイギリス軍は大きな損失を出した。それでも第4歩兵連隊がアメリカ軍の側面に回り込み、アメリカ連隊兵の多くを逃げ出させることに成功した。ストリッカーはその逃亡兵を秩序だった後退に変えさせることに成功し、後退しながらも一斉射撃を放たせることができた。
民兵の連隊全てが同じくらいの働きができてわけではなかった。第51連隊および第39連隊の幾らかは敵の攻撃に崩されて、銃火の中を逃亡した。しかし第5連隊と第27連隊はその陣地を死守した後で、秩序ある後退を行えたので、前進してくる敵軍にかなりの損害を与えた。アメリカ軍の大砲1門は失われた。
第5連隊のジョン・マクヘンリー伍長が戦いの模様を次のように記していた。
我々の第5連隊は参戦した他の連隊から称賛を得たので、私の属する栄誉を得た中隊は栄光で包まれることになった。他の連隊と比べて、我々の部隊が最後に陣地を後にしたのであり、...あと2分もあれば遮断されていたであろう刹那になって後退することができた。
ブルックは、森や沼のあるクリークの中で部隊の幾つかがはぐれ、ある部隊は混乱の中にいたので、後退するアメリカ軍を追撃させることができなかった。アメリカ軍本隊の陣地から1マイル (1.6 km) 以内に進軍していたが、アメリカ軍よりも大きな損失を蒙っており、暗くなりかけていたので、待機して海軍がマクヘンリー砦を無力化できるのを期待することにした。一方ストリッカー隊はボルチモアの防衛部隊主力のところまで後退することができた。

## 損失
イギリス軍のヘンリー・ディベイグ少佐が署名した公式損失報告書では、戦死39名、損失251名となっていた。その中でイギリス陸軍は戦死28名、負傷217名であり、イギリス海兵第2および第3大隊が戦死6名、負傷20名、コックバーンの戦隊から派遣された海兵分遣隊に属している者で戦死4名、負傷11名、さらに海兵砲兵隊に属している者で戦死1名、負傷3名だった。イギリス海軍はいつもの通り別の損失報告書を出しており、これにはコックバーン中将が署名していたが、戦死4名、負傷28名としていた。しかしイギリス陸軍が提出した水兵に関する報告とは一致していなかった。それでは戦死3名（HMSマダガスカルの水兵1名とHMSラミリーズの水兵2名）、海軍艦隊から派遣された海兵の負傷者15名としていた。後の1814年9月22日付でコクランから海軍本部に提出された損失報告書では、水兵の戦死6名、不明1名、負傷32名となっており、また海兵は戦死1名、負傷16名だった。イギリス軍の損失総計は損失報告書の正確さによって異なり、戦死43名、負傷279名であるか、あるいは戦死42名、負傷283名である。歴史家のフランクリン・R・ミュラリーは、上記の史料と同じものを使ったにもかかわらず、戦死46名、負傷295名という異なる数字を挙げている。アメリカ軍の損失は戦死24名、負傷139名、捕虜50名だった。

## 戦闘の後

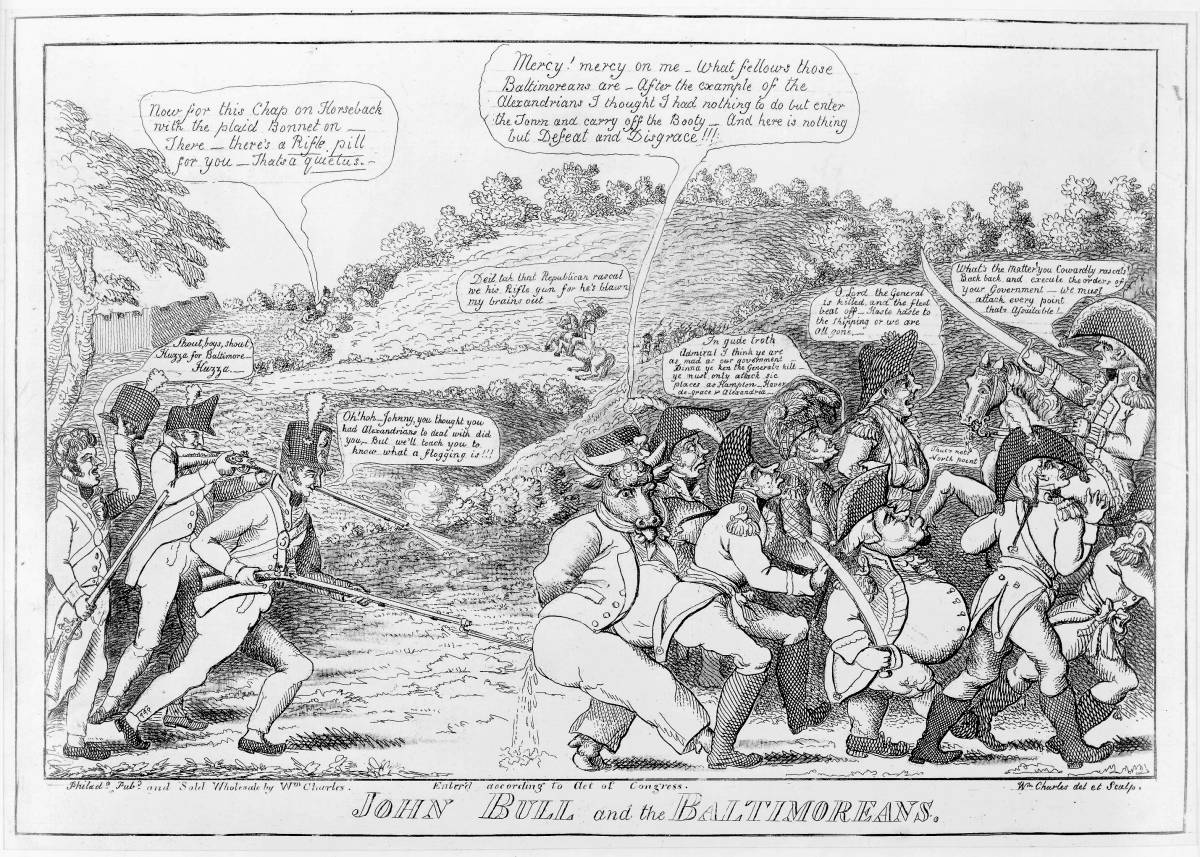
政治漫画『ジョンブルとボルティモア市民』（1814年）、ウィリアム・チャールズ画、ボルティモアの頑強な抵抗を称賛し、イギリス軍の撤退を皮肉っている

この戦闘はイギリス軍にとって高いものについた。その中でもロス将軍を失ったことは重大な打撃だった。ロスは半島戦争や米英戦争で尊敬されたイギリス軍指導者だった。ロスの戦死はイギリス軍の士気にも影響した。ノースポイントで陸軍が損失を出したことと、ボルティモア港入り口にあるマクヘンリー砦を海軍が25時間艦砲射撃を行いながら占領も通過もできなかったことが組み合わされ、ボルティモアの戦いの転換点になった。マクヘンリー砦に対する艦砲射撃の間、フランシス・スコット・キーがボルティモア入口のイギリス艦船に拘束されており、『星条旗』（The Star-Spangled Banner）の歌詞を書いた。これがアメリカ合衆国の国歌になった。
戦闘の翌日、ブルックは慎重にボルティモアに向けて前進した。ストリッカー隊からの抵抗はなかったが、イギリス軍がボルティモア防衛主力部隊から見える距離に入ったとき、そこには22,000名の民兵と100門の大砲が配されていると推計できた。ラウデンスレイガーヒルの守備陣に対する夜襲の準備をしたが、その側面にあるロジャーズ・バスチョンと呼ばれるアメリカ軍砲台を黙らせるために、コクラン中将にボートと臼砲艦の派遣を求めた。チャールズ・ジョン・ネピア海軍大佐が指揮したこれらのボートとアメリカ軍砲台との間に過酷な戦いがあったにもかかわらず、砲台は無傷だったので、ブルックは攻撃を中止し、夜明け前に撤退した。イギリス軍はノースポイントで船に戻った。

## 遺産
この戦闘はメリーランド州のディフェンダーズデイとして州の祝日になっている。メリーランド第5連隊の後継として現在のアメリカ陸軍第175歩兵連隊がある。米英戦争に従軍したとされる州軍19部隊の1つである。